# Páramo de Boedo
Páramo de Boedo település Spanyolországban, Palencia tartományban. Páramo de Boedo Herrera de Pisuerga, Calahorra de Boedo, Villameriel és Sotobañado y Priorato községekkel határos. Lakosainak száma 104 fő (2024).

## Népesség
A település népessége az elmúlt években az alábbi módon változott:
| Lakosok száma | 108  | 107  | 108  | 97   | 85   | 76   | 116  | 126  | 105  | 104  |
|               | 2001 | 2004 | 2007 | 2009 | 2012 | 2014 | 2017 | 2019 | 2022 | 2024 |